# Il faut payer
Pour les articles homonymes, voir Paid.
Pour plus de détails, voir Fiche technique et Distribution.
Il faut payer (Paid) est un film américain réalisé par Sam Wood, sorti en 1930.

## Synopsis
Une ancienne prisonnière, accusée à tort, cherche à prendre sa revanche sur ceux qui l’ont envoyée à l'ombre.

## Fiche technique
- Titre original : Paid
- Titre original : Il faut payer
- Réalisation : Sam Wood
- Scénario et adaptation : Charles MacArthur et Lucien Hubbard d'après la pièce de Bayard Veiller
- Dialogues : Charles MacArthur
- Production : Sam Wood
- Société de production : Metro-Goldwyn-Mayer
- Photographie : Charles Rosher
- Montage : Hugh Wynn
- Direction artistique : Cedric Gibbons
- Costumes : Adrian
- Pays d'origine : États-Unis
- Format : Noir et blanc - Son : Mono (Western Electric Sound System)
- Genre : Drame
- Durée : 86 minutes
- Dates de sortie :
  - États-Unis : 30 décembre 1930
  - France : 17 juin 1932

## Distribution
- Joan Crawford : Mary Turner
- Robert Armstrong : Joe Garson
- Marie Prevost : Agnes 'Aggie' Lynch
- Douglass Montgomery : Bob Gilder
- John Miljan : Inspecteur Burke
- Purnell Pratt : Edward Gilder
- Hale Hamilton : Procureur général Demarest
- Robert Emmett O'Connor : Sergent Cassidy
- Tyrell Davis (en) : Eddie Griggs
- William Bakewell : B.M. Carney
- George Cooper : Red
- Gwen Lee : Bertha

Et, parmi les acteurs non crédités :
- Fred Kelsey : un policier
- Jed Prouty : le policier Williams
- Clarence Wilson : Max Hardy